# Kim Pyong-il
Kim Pyong-il (김평일?, Kim Pyong-ilLR; Pyongyang, 10 agosto 1954) è un politico e diplomatico nordcoreano, figlio del defunto leader Kim Il-sung.

## Primi anni
Kim, nato a Pyongyang il 10 agosto 1954, è figlio del leader nordcoreano Kim Il-sung e della sua seconda moglie Kim Song-ae. Il nome di Kim, Pyong-il, gli venne dato per ricordare un altro figlio di Kim il-sung, stavolta nato dalla prima moglie Kim Jong-suk. Concepito nel campo militare di Vyatskoye nel 1944, questo figlio, chiamato anche dagli archivi sovietici Shura Kim, sarebbe annegato tragicamente a Pyongyang nel 1947.
Kim Pyong-il si laureò all'Università Kim il-sung con una specializzazione in economia, e poco dopo venne nominato comandante di battaglione durante il servizio militare. 
All'inizio degli anni '70, Kim Pyong-il cominciò a bramare il titolo di successore di Kim il-sung, aspirazione che però Kim Jong-il, il suo fratellastro, possedeva già da tempo. Iniziò così una grande rivalità fra i due fratelli, che da quel momento in poi non aspettarono altro che screditarsi a vicenda davanti agli occhi del padre. A quei tempi, Kim Pyong-il era conosciuto come un gran donnaiolo che dava festini molto chiassosi. Durante una di queste feste, i partecipanti, probabilmente ubriachi, gridarono diverse volte: "Lunga vita a Kim Pyong-il!". Kim Jong-il, sentendo questa frase, colse immediatamente la palla al balzo, sapendo che ciò sarebbe stato visto come una minaccia al culto della personalità del padre e così riferì l'accaduto. Secondo quanto riferito, Kim Il-sung si infuriò e decise di eliminare definitivamente Kim Pyong-il dalla successione e, vedendolo come una potenziale minaccia, scelse di allontanarlo per sempre dalla patria affidandogli diversi incarichi diplomatici.

## Carriera
Nel 1979, Kim ricevette una serie di incarichi diplomatici in diversi paesi europei. Il suo primo incarico da diplomatico si svolse nella Repubblica Socialista Federale di Jugoslavia.  È stato successivamente spostato alla carica di ambasciatore presso la Repubblica popolare d'Ungheria nel 1988, ma fu quasi immediatamente trasferito nella Repubblica popolare di Bulgaria quando, nel 1989, l'Ungheria aprì relazioni diplomatiche con la Corea del Sud. Con la caduta del comunismo in Bulgaria, avvenuta nel 1990, gli venne affidato un incarico in Finlandia.
Nel 1998, dopo che la Corea del Nord chiuse la sua ambasciata in Finlandia per alcune tensioni con il paese, Kim fu inviato in Polonia.
Nel 2015 fu trasferito nuovamente, stavolta in Repubblica Ceca. Successivamente, nel novembre 2019, tornò in Corea del Nord dopo essersi dimesso dalla carica di ambasciatore. Probabilmente il nipote Kim Jong-un, non vedendolo più come una minaccia, dal momento che, almeno apparentemente, Kim Pyong-il aveva perso ogni ambizione di potere, gli permise, dopo ben 40 anni, di ritornare in patria.